# Condado de Sevier (Utah)

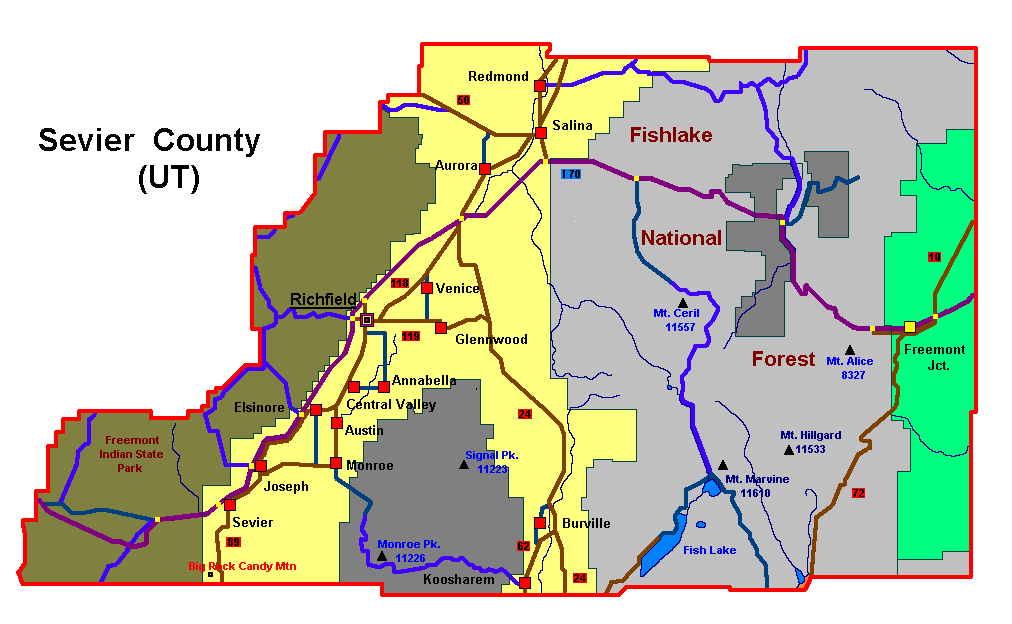
Detalle del condado de Sevier.

Sevier County es un condado en el estado de Utah, Estados Unidos. Según el censo de 2000, la población era de 18.842 habitantes. Se estima que en 2005 había 19.386 habitantes. Recibe el nombre del cercano río Sevier. Su capital y mayor ciudad es Richfield.

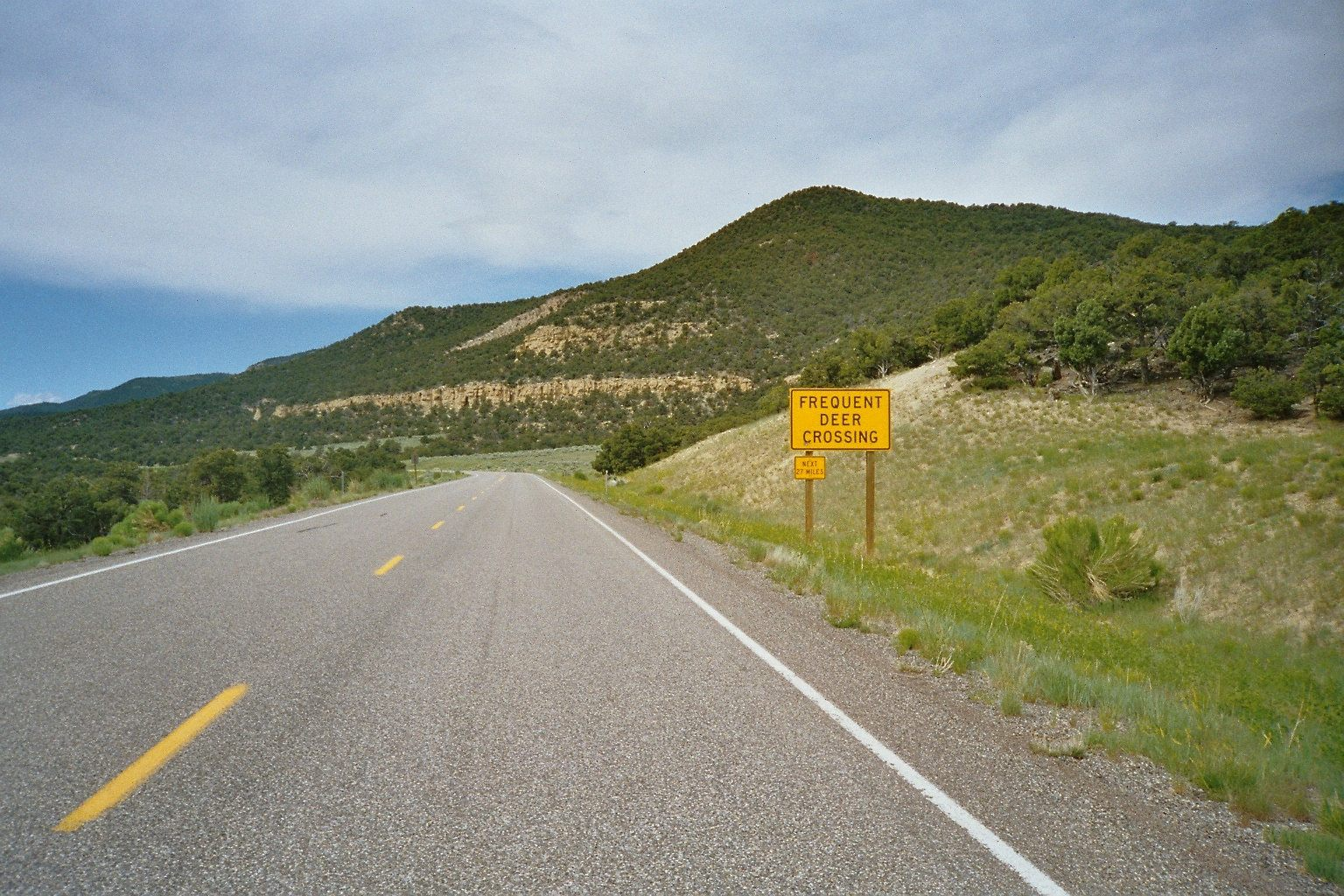
Fishlake Forrest SR72S
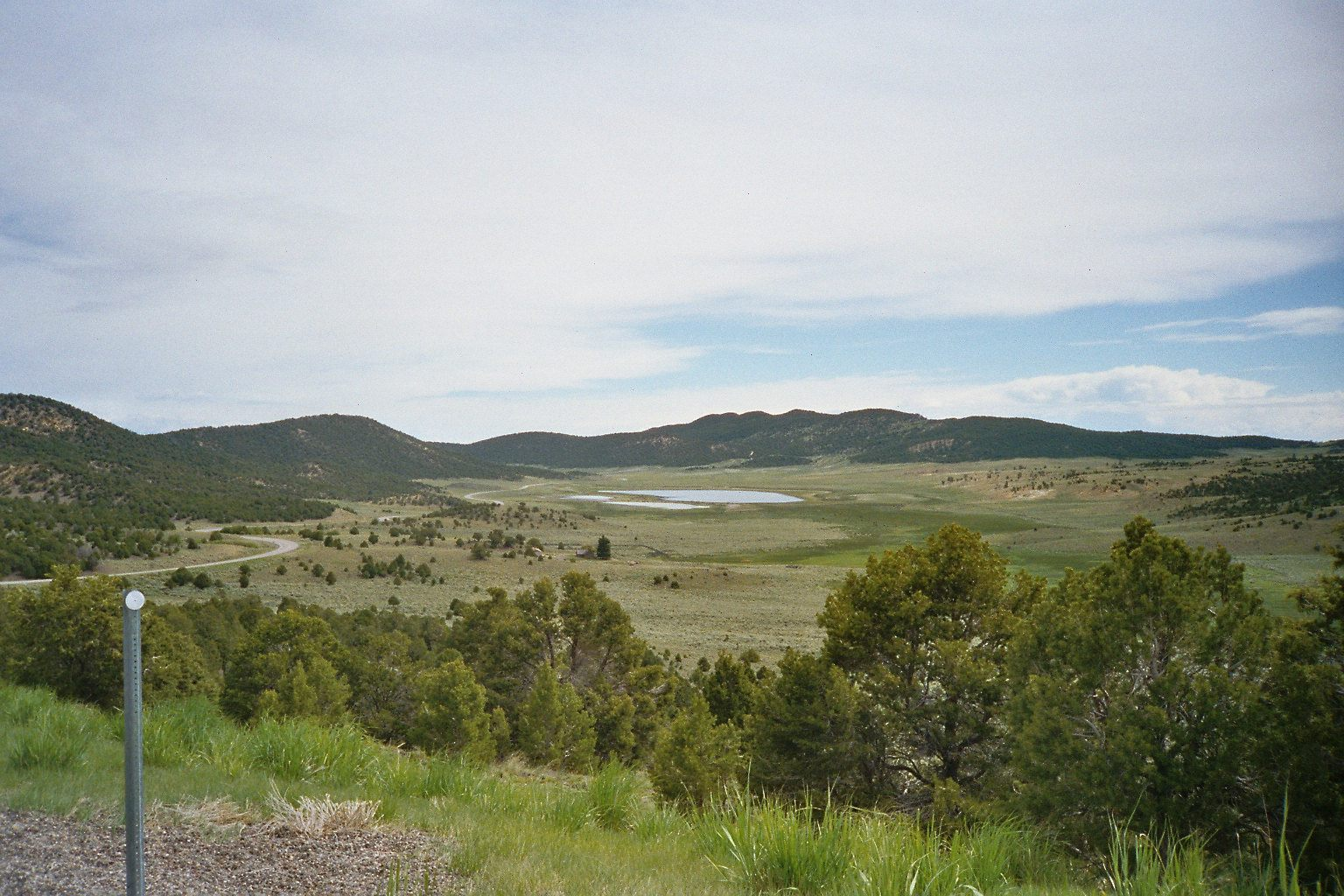
Fishlake Forrest SR72S
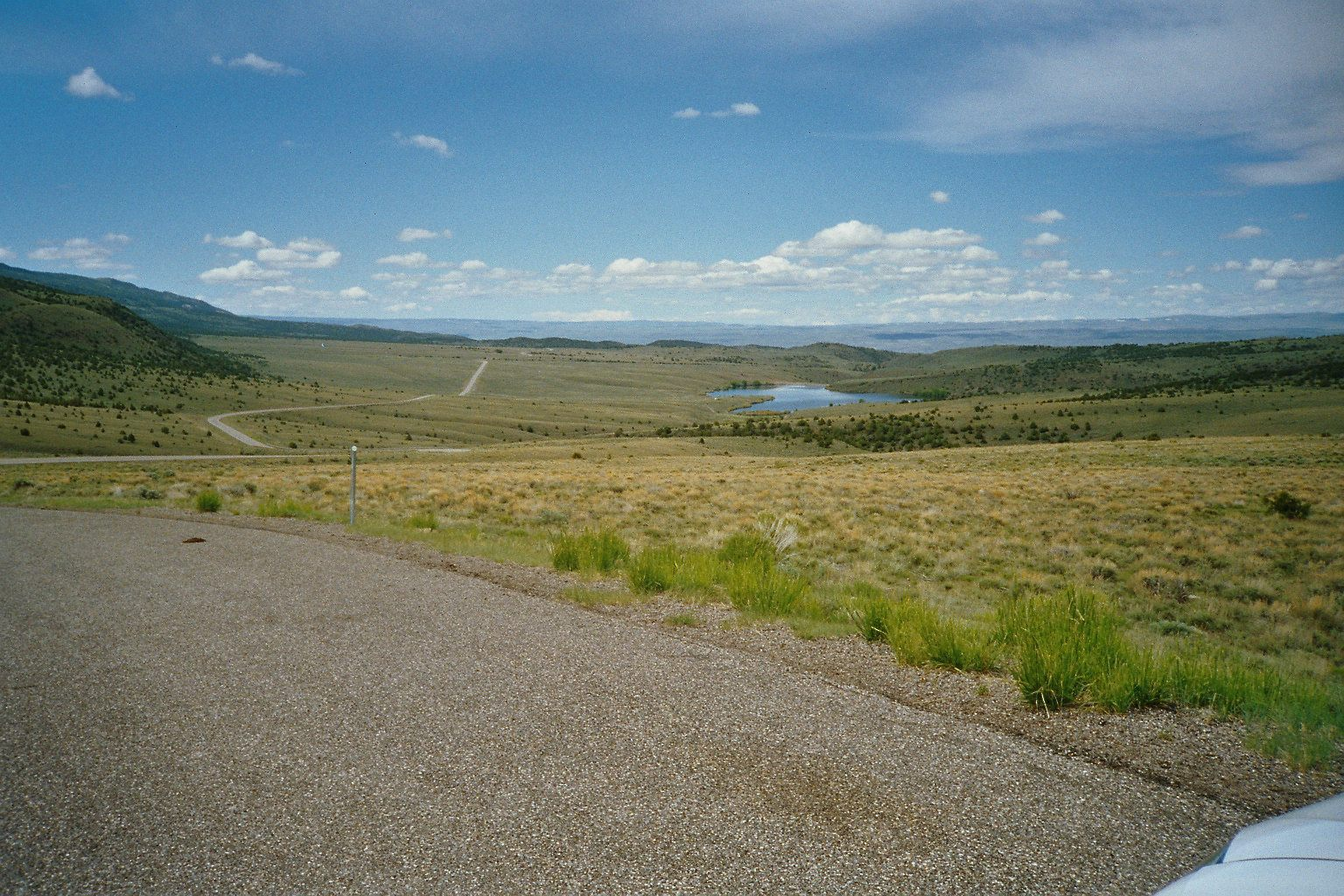
Fishlake Forrest SR72S